# 沃爾克島國家公園
27°16′53″N 78°23′16″W / 27.2815°N 78.3877°W
沃爾克島國家公園是巴拿馬的國家公園，位於沃爾克島以北，面積16平方公里，始建於2002年，該地區有珊瑚堡礁，可進行潛水和浮潛活動。